# Paul von Ritter
Paul von Ritter (* 20. Oktober 1825 in Sankt Petersburg; † 16. September 1915 in Basel) war ein deutsch-schweizerischer Hofmarschall und Mäzen.

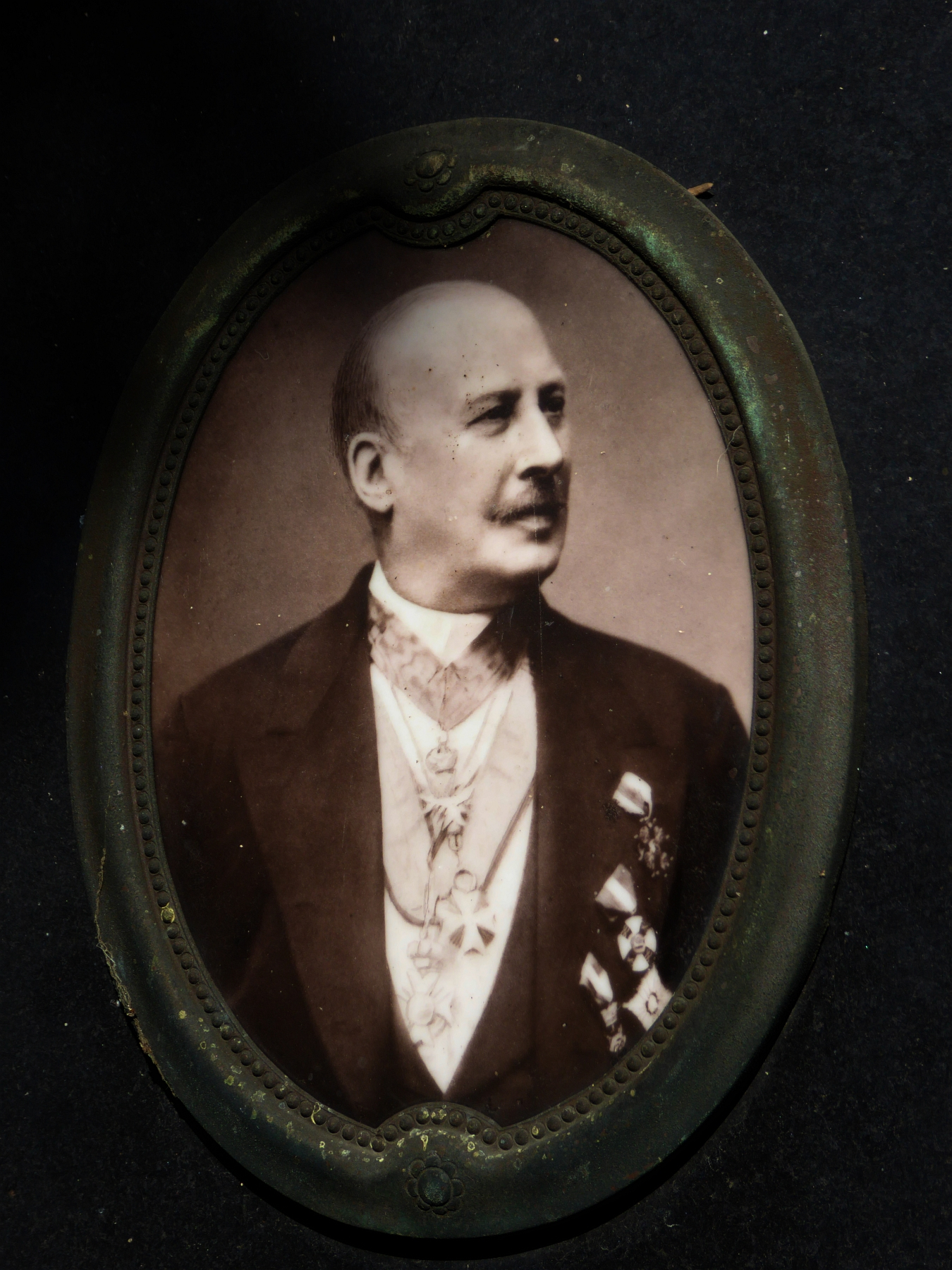
Paul von Ritter, Grab auf dem Wolfgottesacker, Basel

## Leben und Werk
Paul von Ritters Eltern stammten ursprünglich aus Lübeck und gründeten in Sankt Petersburg eine Bank. Ritter studierte Medizin und war anschliessend Hofmarschall eines grossfürstlichen Hauses. Zudem war er in der Kanzlei des Kaisers Alexander II. tätig.
Ritter emigrierte 1863 nach Dresden, später nach Lugano und erwarb dort das Hotel «Villa Castagnola». Dieses verkaufte er 1883 an Charles Schnyder von Wartensee (1874–1957). Ab 1883 lebte Ritter in Basel und führte ein zurückgezogenes Leben.
Am 7. Januar 1885 stiftete Paul von Ritter Ernst Haeckel zu Ehren der Universität Jena 300'000 Reichsmark. Dafür wurde ihm von der Universität Jena die Ehrendoktorwürde verliehen. Ein Brief von Ritter vom 25. März 1894 an Haeckel ist erhalten geblieben.
Wie seine Haushälterin Catherine Kucera (1843–1922) fand auch Paul von Ritter seine letzte Ruhestätte auf dem Wolfgottesacker in Basel.